# Raoul Aslan
Raoul Aslan, nato Raoul Maria Eduard Karl Aslan-Zumpart (Salonicco, 16 ottobre 1886 – Seewalchen am Attersee, 17 giugno 1958), è stato un attore, regista e direttore teatrale austriaco, di origine armena.

## Biografia

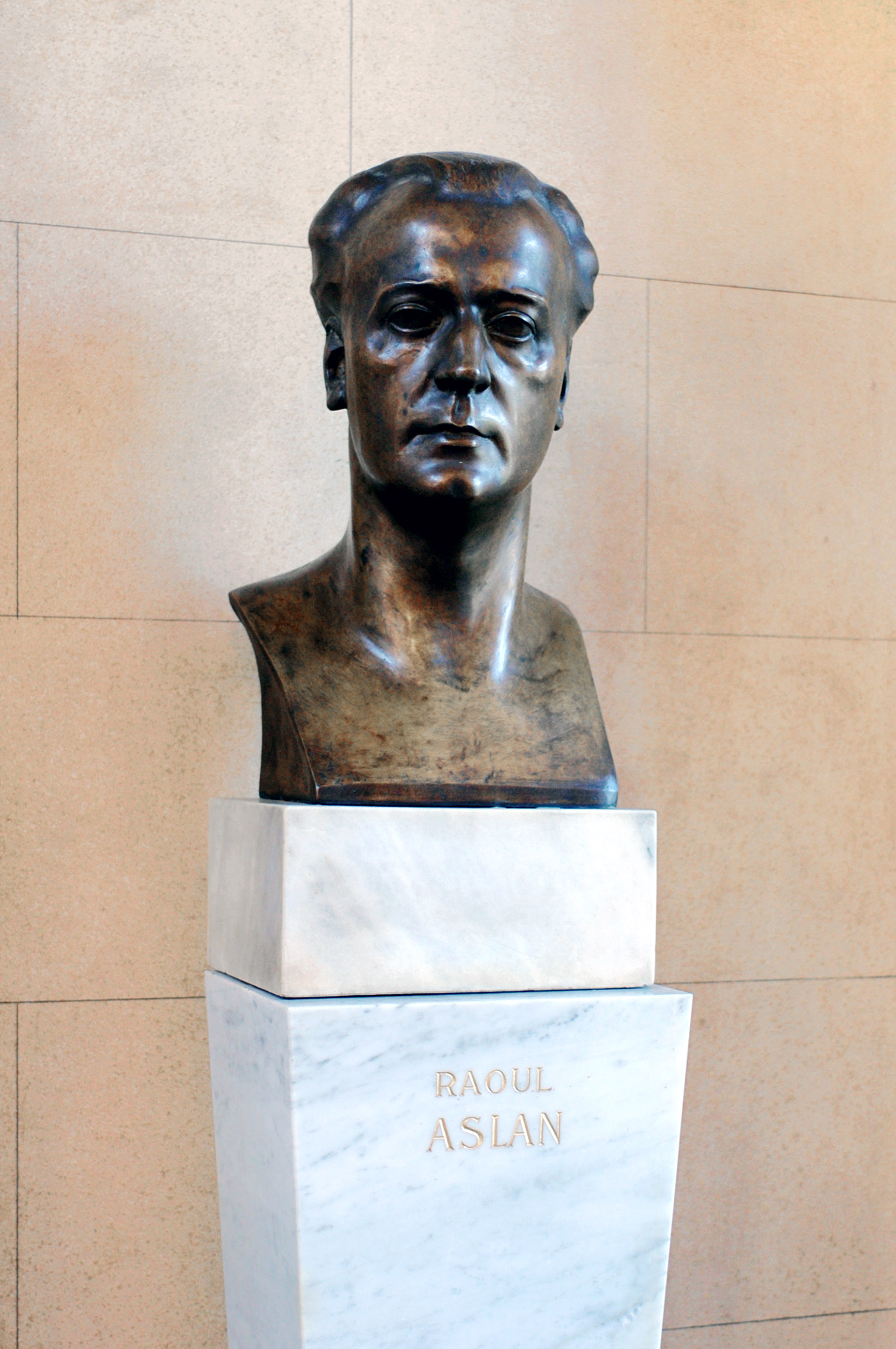
Busto al Burgtheater per commemorare Raoul Aslan

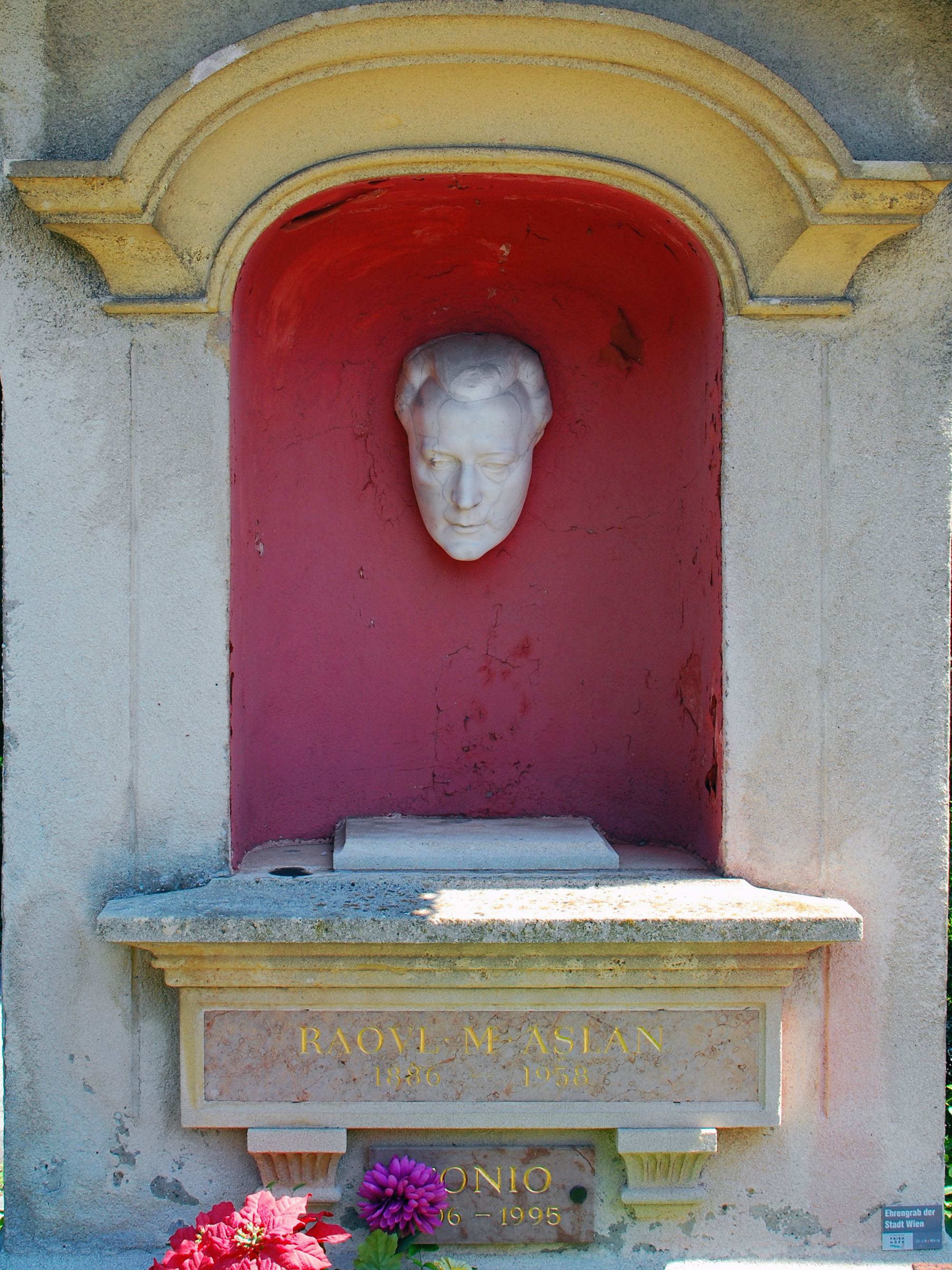
Tomba di Raoul Aslan

Raoul Aslan nacque a Salonicco il 16 ottobre 1886, in una famiglia benestante di origine armena;suo padre gestiva una piantagione di tabacco in Anatolia, che dovette vendere quando il commercio del tabacco divenne monopolio di stato.
Già durante gli studi scolastici a Dresda si appassionò alla recitazione e nel 1906, all'età vent'anni, si recò allo Deutsches Schauspielhaus di Amburgo per imparare il mestiere di attore, non retribuito, oltre a frequentare lezioni di recitazione presso Franziska Ellmenreich.
Debuttò sul palcoscenico nello stesso anno con lo spettacolo Giulio Cesare, e negli anni successivi ha perfezionato le sue capacità professionali, prima di avere grandi successi a Stoccarda dal 1911.
La grande svolta della sua carriera arrivò nel 1917, quando si trasferì a Vienna.
Raoul Aslan è stato considerato per molti anni la punta di diamante del Burgtheater di Vienna, invece la sua carriera cinematografica non risultò così importante e prese parte a poche produzioni.
Fu il primo attore teatrale ad essere insignito del titolo "Kammerschauspieler" nel 1929.
Nei decenni successivi ha lavorato come attore, nonché regista e direttore al Burgtheater dal 1945.
Interprete caratterizzato da uno stile moderno e una certa sensibilità, recitò soprattutto nelle opere di William Shakespeare (Oreste, Amleto, Antonio, Coriolano), Johann Wolfgang von Goethe (Mefistofele), Pedro Calderón de la Barca (Fernando), Franz Grillparzer.
Imparò l'inglese intensamente a Londra e ha interpretato inizialmente piccoli ruoli cinematografici.
Tra le sue principali partecipazioni cinematografiche negli anni trenta, si possono menzionare Il generale York (1931), Der weiße Dämon (1932), Unsichtbare Gegner (1933) e Pensionato di ragazze (1936).
Raoul Aslan morì a Seewalchen am Attersee il 17 giugno 1958.

## Filmografia
- Die Courtisane von Venedig, regia di Friedrich Fehér (1924)
- Alle soglie dell'impero (Das Flötenkonzert von Sans-souci), regia di Gustav Ucicky (1930)
- Il generale York (Yorck), regia di Gustav Ucicky (1931)
- Der weiße Dämon, regia di Kurt Gerron (1932)
- Angeli senza paradiso (Leise flehen meine Lieder), regia di Willi Forst (1933)
- Das Licht der Liebe, regia di Robert Adolf Stemmle (1954)